# Batrachedridae
Famille
Les Batrachedridae sont une famille de lépidoptères de la super-famille des Gelechioidea. 

## Historique et classification
La famille des Batrachedridae a été initialement publiée en 1876 par les entomologistes allemands Hermann von Heinemann et Maximilian Ferdinand Wocke (de), à l'époque sous le nom de Batrachedrae, qui est le pluriel du nom de son genre type Batrachedra.
La position taxinomique de cette famille est discutée[réf. souhaitée]. Sa composition l'est également : en fonction des sources, elle engloberait jusqu'à 10 genres et jusqu'à 140 espèces.

### Listes des genres et sous-familles
Selon BioLib (4 novembre 2018) :
- genre Batrachedra Herrich-Schäffer, 1853
- genre Batrachedrodes Zimmerman, 1978
- genre Corythangela Meyrick, 1897

Selon ITIS (4 novembre 2018) :
- sous-famille Batrachedrinae
  - genre Homaledra Busck, 1900

Selon NCBI (4 novembre 2018) :
- sous-famille Batrachedrinae
  - genre Batrachedra
  - genre Duospina
  - genre Homaledra

Selon FUNET Tree of Life (9 novembre 2018) :
- genre Batrachedra Herrich-Schäffer, 1853
- genre Chedra Hodges, 1966
- genre Corythangela Meyrick, 1897
- genre Duospina Hodges, 1966
- genre Enscepastra Meyrick, 1920
- genre Idioglossa Walsingham, 1881
- genre Ifeda Hodges, 1966

En 2006, le nouveau genre Houdinia Hoare, Dugdale & Watts, 2006 a été également été placé dans cette famille.